# Ali Attoui
Ali Attoui (en arabe : علي عطوي) est un footballeur international algérien né le 21 janvier 1942 à Annaba. Il évoluait au poste de défenseur central. Et cousin de Jean-François Attoui

## Biographie
Attoui réalise la majeure partie de sa carrière avec le club de l'HAMRA Annaba, avec de brefs passages avec l'AS Bône et la JBAC Bône. Il remporte avec Annaba, une Coupe d'Algérie.
Ali Attoui reçoit 29 sélections en équipe d'Algérie entre 1963 et 1971. Toutefois, certaines sources mentionnent seulement 26 sélections.
Il joue son premier match en équipe nationale le 26 décembre 1963, contre la Hongrie olympique (défaite 0-3).
Il participe avec l'Algérie à la Coupe d'Afrique des nations 1968 organisée en Éthiopie. Lors de cette compétition, il joue trois matchs.
Son dernier match a lieu le 11 avril 1971, contre le Mali (nul 2-2).

## Palmarès
HAMRA Annaba
- Coupe d'Algérie (1)
  - Vainqueur : 1971-72.